# 河辺磯泊
河辺 磯泊（かわべ の しはつ）は、飛鳥時代の豪族。姓は臣。